# Londýnská konference (1832)

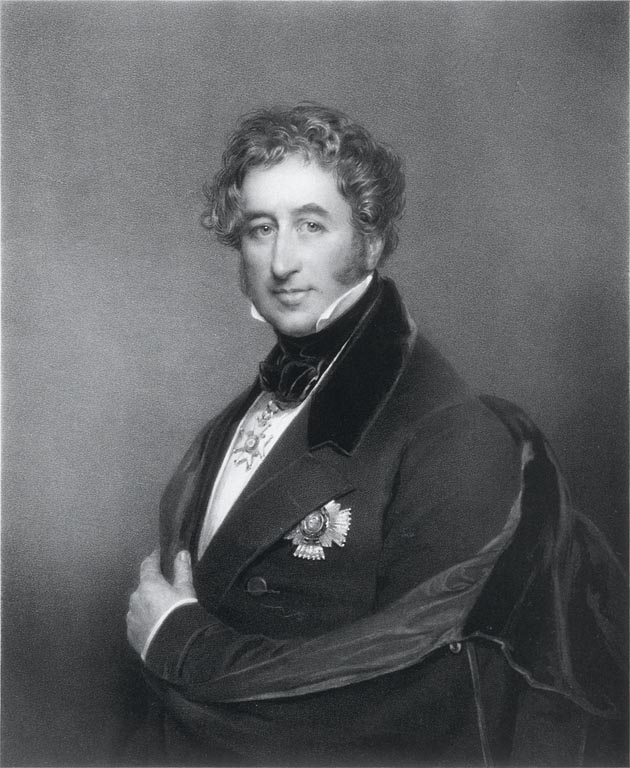
Henry Temple

Londýnská konference konaná v květnu roku 1832 byla mezinárodní konference svolaná k ustavení stabilní vlády v Řecku po úspěšné vzpouře Řeků proti nadvládě Osmanské říše. Jednání mezi třemi velmocemi (Británie, Francie a Rusko) vyústila ve zřízení Řeckého království pod vedením bavorského prince Oty.
Již v protokolu ze 3. února 1830 tři mocnosti určily hranice nového státu. Když byl však v roce 1831 v Nafplionu zavražděn guvernér Řecka Joannis Kapodistrias, řecký poloostrov se ponořil do zmatku. Britský ministr zahraničí Henry Temple (vikomt Palmerston) proto svolal v květnu 1832 schůzku do Londýna s francouzskými a ruskými diplomaty. Bez konzultace s Řeky rozhodl, že Řecko bude monarchií a kdo bude novým králem. Diplomaté tří velmocí rozhodli také o pravidlech nástupnictví pro případ, že by Ota neměl potomky. Bylo rovněž rozhodnuto, že v žádném případě nebudou spojeny koruny Řecka a Bavorska. 
Velmoci zmocnily své velvyslance v Konstantinopoli, hlavním městě Osmanské říše, aby závěry konference zhmotnily do podoby smlouvy podepsané s Osmany. Tato tzv. Konstantinopolská smlouva byla podepsána v červenci 1832. Ta stanovila hranice nového Řeckého království podél linie Arta–Volos. Smlouva navazovala na podobnou Akkermanskou úmluvu, která kodifikovala další územní změny na Balkáně, zejména pak suverenitu Srbského knížectví. 